# Catriona Gray
Catriona Elisa Magnayon Gray (Cairns, 6 de janeiro de 1994) é uma atriz, modelo, personalidade da televisão, escritora, estilista e maquiadora filipino-australiana. Catriona Gray representou as Filipinas no Miss Universo 2018, onde foi vencedora do concurso e coroada Miss Universo 2018.
Ela foi a quarta de seu país a vencer o Miss Universo. Suas antecessoras foram Gloria Diaz (1969), Margarita Moran (1973) e Pia Wurtzbach (2015).

## Vida pessoal
O pai de Catriona Gray é australiano de ascendência escocesa e a mãe é filipina. Ela nasceu em Cairns, na Austrália, onde estudou na Trinity Anglican School  e teve seu Certificado de Teoria Musical no Berklee College of Music em Boston, Massachusetts. Além disso tem a faixa preta em artes marciais pelo Certificate in Outdoor Recreation no Choi Kwang-Do Além de cursar música, cantou na banda de jazz da escola e participou da montagem de Miss Saigon. Após terminar os estudos, Gray mudou-se para Manila, onde começou a trabalhar como modelo.
Durante seu reinado, em fevereiro de 2019, Catriona anunciou que tinha rompido o namoro de vários anos com Clint Bondad.
Ela também disse que após seu reinado, pretendia seguir carreira na música.

## Participação em concursos de beleza

### Miss Mundo 2016
Em 2016, Catriona disputou o Miss Mundo 2016, onde ficou entre as 5 finalistas, assumindo o 5.º lugar geral no concurso.

### Miss Universo 2018
Catriona Gray representou as Filipinas no Miss Universo 2018, realizado em 17 de dezembro de 2018, em Bangkok, capital da Tailândia. Na semifinal, o apresentador Steve Harvey perguntou sobre o que achava da legalização da maconha, presente no Canadá e no Uruguai, a candidata não titubeou:
Isto sendo usado para uso médico, mas não para uso recreativo. Porque eu acho que se as pessoas discutirem então o que acontece com álcool e cigarros? Tudo é bom, mas com moderação.
No final do show, Harvey lhe perguntou sobre o que ela havia aprendido na vida e poderia usar durante seu o seu mandato como Miss Universo:
Eu trabalho muito nas favelas de Tondo e Manila, lá a vida é pobre e muito triste, e eu sempre ensinei a mim mesma para procurar a beleza dela e olhar a beleza dos rostos das crianças e ser grata. E eu vou trazer este aspecto como uma Miss Universo para ver situações com um lado positivo e para avaliar onde eu poderia dar algo, onde eu poderia fornecer algo e trabalhar como porta-voz. E isso eu acho que se eu puder ensinar as pessoas a serem gratas, podemos ter um mundo incrível onde a negatividade não pode crescer e ser promovida e as crianças terão um sorriso em seus rostos.
Alguns minutos mais tarde, Catriona foi anunciada como a Miss Universo 2018.

#### Reinado
Catriona começou seu reinado em janeiro de 2019 atendendo atividades, como o NYFW, em Nova Iorque. Antes ela também tinha estado na Indonésia, assim como suas antecessoras, para gravar um comercial para uma marca de sucos.
Em final de fevereiro ela viajou para as Filipinas para os eventos oficiais de boas-vindas, sendo aplaudida por um grande público durante uma carreata pelas ruas de Manila.
Ela também foi homenageado no Senado, além de ter um selo postal lançado em sua honra.